# Eurycorypha proserpinae
Eurycorypha proserpinae är en insektsart som beskrevs av Brunner von Wattenwyl 1878. Eurycorypha proserpinae ingår i släktet Eurycorypha och familjen vårtbitare. Inga underarter finns listade i Catalogue of Life.